# 泡沫紅茶
泡沫紅茶、泡沫綠茶，是源自於台灣的特色手搖飲品，特色在於將紅茶（或綠茶）加上果糖糖漿後放在調酒器中和冰塊一起搖勻，在搖的過程中會產生細緻的泡沫，故稱為泡沫紅茶（泡沫綠茶）。

## 名稱特色
泡沫紅茶（泡沫綠茶）的特色在於上層的泡沫，強調茶要新鮮及泡沫要細，除了紅茶之外，綠茶、烏龍茶、花茶也可被製作成泡沫式茶飲，並可依個人喜好加上各式調味糖漿。一開始泡沫紅茶店均以人工手搖，所以又稱為手搖茶，後來出現專門用來搖泡沫紅茶的機器，但許多店面仍強調手搖以作為特色。
泡沫紅茶在台灣相當盛行，

## 起源
關於泡沫紅茶的由來，至今仍是眾說紛紜，目前主要的來源有以下數種：
- 日治時期

據臺南市雙全紅茶（創立於1949年）自稱，日治時期台灣就有類似泡沫紅茶的飲料，出現在類似西餐廳的日式喫茶店。雙全稍後改良使用雪克（shaker）杯搖茶，調出有細緻泡沫的冰紅茶而廣受歡迎。
- 春水堂

據台中春水堂自稱，當初研發泡沫紅茶的過程，始自創辦人劉漢介先生在1983年到日本遊玩時，看見日本咖啡館內服務生用雪克杯調酒，喝起來口感香醇，回台灣後嘗試使用調酒器將熱茶、糖漿及冰塊以經過設計的比例，調泡出泡沫綿細，溫度接近0度的紅茶，並命名為「泡沫紅茶」。泡沫紅茶初發明時，一度不被市場看好，因觸犯了台灣三大禁忌「薄酒、冷茶、老女人」，但市場上的反應卻是大受歡迎，甚至在台中形成了泡沫紅茶一條街。而後陸續有外帶式茶攤的形成，漸漸的取代了泡沫紅茶館，演變成至今街上處處可見手搖茶品牌林立，傳統泡茶文化隨著習慣的改變正式進入了冷飲茶(冷飲調和茶)的時代。而同時春水堂亦宣稱珍珠奶茶亦為其發明。
- 好茶泡沬紅茶（原小歇泡沫紅茶）

小歇茶坊起源於台中市，其宣稱將一日將賣剩之餘茶以雪克杯混合冰塊搖晃而發明。 
1983年台中中興大學某教授做茶還原試驗的時候，用一杯苦澀的紅茶加上氧氣搖出泡沫，讓氧氣充分與茶結合之後發現茶的苦澀味道都消失，變得順口很多。後來傳出校園，成為台中泡沫茶文化的開始，曾經有一度紅茶店還有放氧氣桶(1985年珍珠奶茶發明在市面上出現各類調茶的開始)

## 文化
泡沫紅茶店是以販售泡沫紅茶為主的店面，依規模可分為：
- 站式：提供外帶的泡沫紅茶店。
- 店面式：提供座位讓顧客可在裡面坐著喝茶聊天，類似咖啡店的經營方式，但飲料的售價也會比外帶的要高
[查证请求]，有些店面式的泡沫紅茶店也同時販售外帶的飲料。另有一些裝潢高級的喫茶店，也吸引許多顧客。
- 複合式：除了提供座位外，也有提供簡餐或是炸薯條之類的小吃、零食。